# Belenois anomala
Belenois anomala är en fjärilsart som först beskrevs av Butler 1881.  Belenois anomala ingår i släktet Belenois och familjen vitfjärilar. IUCN kategoriserar arten globalt som livskraftig. Inga underarter finns listade i Catalogue of Life.